# جاده ئی۲۷ اروپا
جاده ئی۲۷ اروپا (به انگلیسی: European route E27) یکی از جاده‌های اصلی قاره اروپا است.
این جاده که از شهر بلفور (فرانسه) شروع شده، در شهر ائوستا (ایتالیا) به پایان میرسد و ۳۲۸ کیلومتر مسافت دارد.